# Детская городская клиническая больница святого Владимира

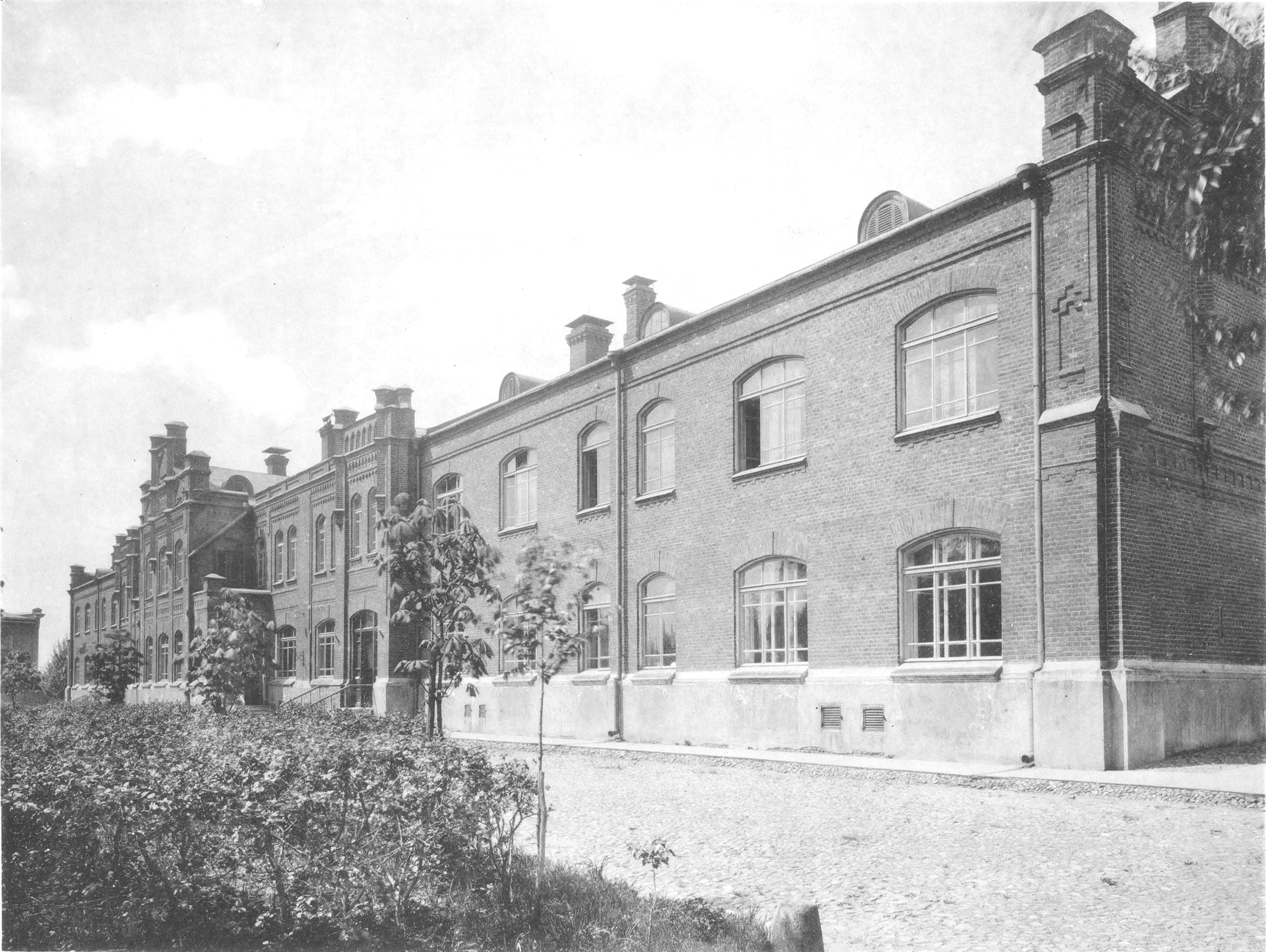
Корпус имени кн. А. А. Щербатова, 1913 год.

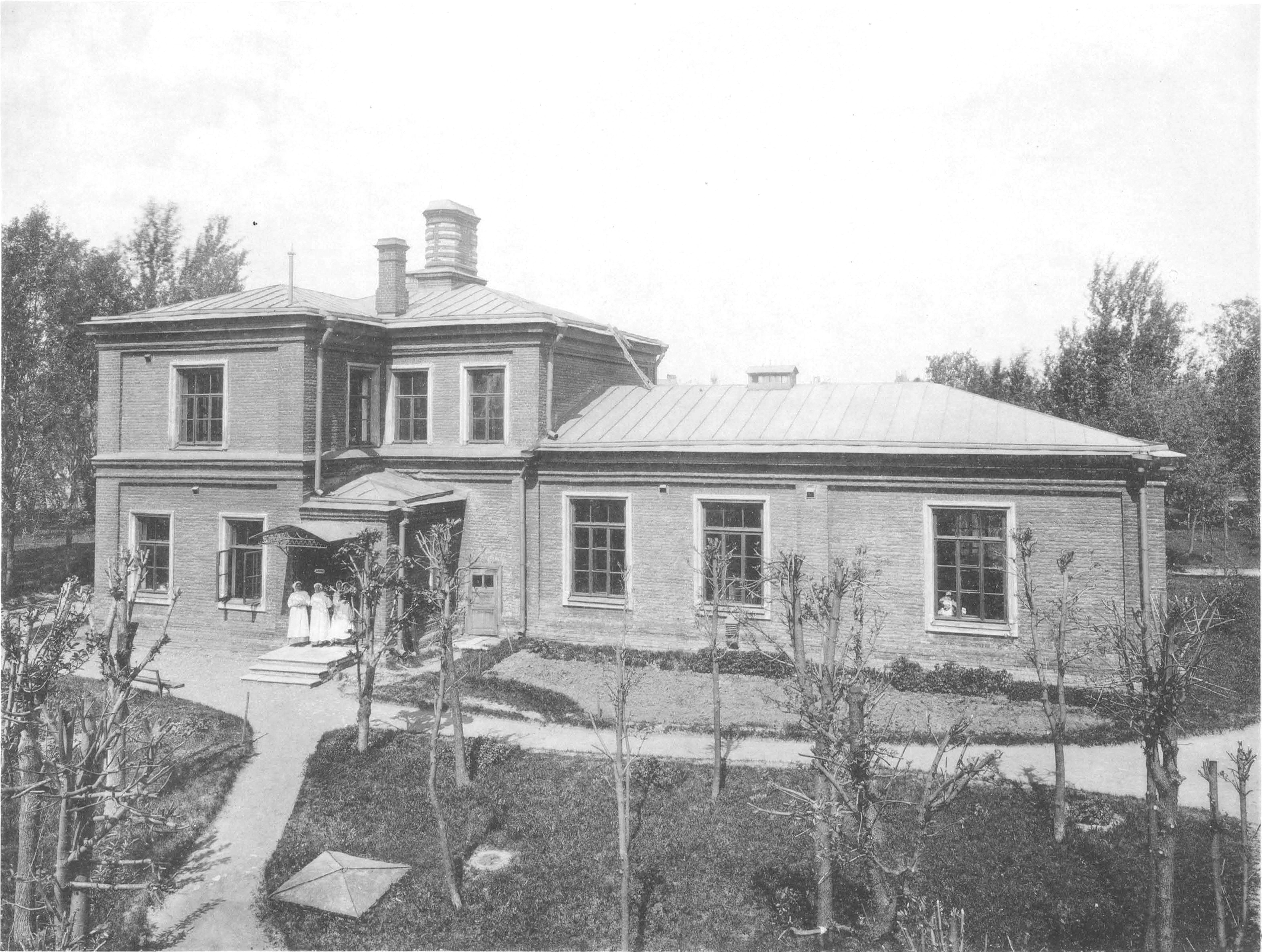
Скарлатинный барак, 1913 год.

Логотип ДГКБ св. Владимира, 2019 год.

Детская городская клиническая больница святого Владимира, в советское время больница № 2 имени И. В. Русакова. Располагается в районе станций метро Сокольники, Электрозаводская.

## Основание
Большинство московских больниц и клиник XIX века были учреждены и построены на частные пожертвования. Не стала исключением и Детская больница святого Владимира, её основал Павел Григорьевич фон Дервиз.
Фон-Дервизы (от немецкого фон-дер-Визе) — русский дворянский род, происходящий из Гамбурга, известен в России с петровских времен. Павел Григорьевич фон Дервиз был предпринимателем и крупным промышленником, он строил железные дороги, организовав компанию на паях с другим «железнодорожным королём» России Карлом Фёдоровичем фон-Мекк.
Старшие дети Дервиза умерли во младенчестве. Самого старшего из них звали Владимиром. Именно его памяти обязана своим существованием нынешняя детская больница.
В 1872 году Дервиз обратился к московскому генерал-губернатору князю В. А. Долгорукову со следующим письмом: «В Москве проведены мною лучшие годы моей общественной деятельности. Посему исключительно там, и ничем иным, как устройством образцовой Детской Больницы, я желал бы почтить память всех старших детей [Владимир (1854—1855) и Андрей (1868—1869)], утраченных мною в России. На это богоугодное дело я предназначаю капитал в четыреста тысяч».
Для своего пожертвования Павел Григорьевич поставил три условия: больнице должно быть присвоено имя святого Владимира, построить и содержать её в соответствии с образцовой больницей Принца Ольденбургского в Петербурге и оставить навсегда в больнице 100 кроватей бесплатными для сирот и детей беднейших родителей. 1 августа 1876 года больница была открыта для приёма больных. Основные здания больницы были сооружены по проекту московского архитектора Н. А. Тютюнова и приглашённого из Санкт-Петербурга академика Р. А. Гёдике.
При больнице была построена церковь Живоначальной Троицы.

## Советское время
После революции 1917 года новые власти переименовали больницу, тем самым нарушив одно из условий её основателя. Больница получила имя погибшего при подавлении кронштадтского восстания 1921 года большевистского комиссара И. В. Русакова — врача по образованию, революционера по профессии. Церковь Живоначальной Троицы была закрыта, но не уничтожена.
В советское время именовалась детской клинической больницей № 2.

## В наше время
В 1991 больнице возвращено историческое название, церковь вновь освящена (1995).
Бывший жилой корпус сотрудников с аптекой (корпус 2, исторически ценный градо-формирующий объект, 1884 год постройки) внесён в Красную книгу Архнадзора (электронный каталог объектов недвижимого культурного наследия Москвы, находящихся под угрозой), номинация — запустение.